# Yasmin Fuentes
Yasmin Fuentes is een personage uit de RTL 4-soap Goede tijden, slechte tijden. De rol werd gespeeld door Fajah Lourens en ze maakte haar debuut op 14 oktober 2002. Haar laatste verschijning was in de aflevering van 1 september 2005.

## Fictieve biografie
Yasmin komt naar Meerdijk en huurt een kamer bij Govert Harmsen. Yasmin heeft in het begin enige strubbelingen met haar nieuwe huisbaas, maar Govert en Yasmin weten toch een soort vader-dochter-band met elkaar op te bouwen. Govert had vooral veel problemen met de levensstijl van Yasmin. Zo is Yasmin een losbol. Yasmin belandt meerdere keren in bed met Milan Alberts en krijgt ze een korte relatie met Isabella Kortenaer. Lang houdt haar relatie met Isabella niet stand, want Yasmin blijkt verliefd te zijn op Stefano Sanders. De liefde lijkt wederzijds en de twee beginnen een passionele relatie. Echter blijkt Yasmin de nieuwe geheime eigenaar van Scala te zijn en blijkt ze thuis een koffer vol met geld te hebben. Ze vertelt dit aan niemand, maar met de komst van haar broer, Tony Fuentes, lijkt haar geheim uit te lekken. Yasmin blijkt de dochter te zijn van een maffiabaas en Yasmin is ervandoor gegaan met hun geld. Tony komt het gestolen geld terug halen, maar als Yasmin al een groot gedeelte heeft verpatst laat Tony Yasmin enkele opdrachten uitvoeren.
Yasmin besluit te vluchten, maar krijgt vervolgens een telefoontje van Tony met Stefano's telefoon. Tony dreigt Stefano iets aan te doen als ze niet terugkomt. Yasmin keert terug en verbreekt met pijn in haar hart de relatie met Stefano. Vervolgens wordt Yasmin ingezet om verschillende klusjes te gaan doen. Yasmin haalt bakken vol geld binnen en denkt eindelijk klaar te zijn. Echter denkt Tony daar heel anders over, want Yasmin blijkt goed te zijn in de maffiawereld.
Als Tony via via hoort dat Ludo Sanders veel geld heeft, wil hij nog één actie doen in Meerdijk voor zijn vertrek. Tony is dan ook maar wat blij dat Yasmin via Stefano al connecties heeft met Ludo - die op dat moment zijn zicht verloren blijkt te zijn. Tony dwingt Yasmin het goed te maken met Stefano, na haar een envelop gegeven te hebben met een polaroidfoto van Lucas Sanders, de zoon van Stefano. Tony geeft Yasmin vervolgens enkele kunstboeken om te bestuderen zodat ze een kunstroof kunnen voorbereiden. Yasmin steelt in opdracht van Tony een lijst, maar dit is niet genoeg. Tony wil namelijk de contracten van Sanders Art Consultancy hebben. Na de inbraak heeft Tony een probleem. Er hing een videocamera bij Ludo's huis waar de inbraak op te zien was. Er circuleert dus een tape met bewijsmateriaal. Yasmin heeft deze tape weten te bemachtigen maar het is voor Tony niet zo makkelijk om hieraan te komen. Nu zijn de rollen omgedraaid en Yasmin bedreigt haar broer met de tape. Als Yasmin de tape bij Stefano neerlegt om hem te laten zien wat er gebeurd is wordt de tape verwisseld met een tape waarop de film Monsters en co. staat.
Uiteindelijk heeft Tony nog één groot plan. Als Ludo Yasmin en haar familie verdenkt van de kunstroof, wil Tony dat probleem uit de wereld helpen. Tony besluit op de bruiloft van Simon Dekker en Esther Salee Stefano neer te schieten. Wonder boven wonder krijgt Ludo op dat moment zijn zicht terug en ziet een lampje van het pistool op Stefano's hoofd. Ludo weet Stefano weg te trekken, maar Simon valt neer. Ook Remco Terhorst wordt neergeschoten door Tony. Als Tony door heeft de verkeerde te hebben geraakt besluit hij te vluchten, maar hij wordt buiten de kerk onder schot gehouden door Yasmin. Yasmin verraadt met pijn in haar hart haar broer en Tony wordt door de politie opgepakt.
Yasmin heeft na het hele Tony-gebeuren eindelijk een beetje rust. Ze gaat aan de slag als barkeeper bij De Koning en haar relatie met Stefano is verbroken. Dan begint ze een korte affaire met Pascale Berings en ze wil zelfs samen met Pascale een triootje met Morris Fischer, dat vroegtijdig beëindigd werd toen Sjors Langeveld binnenkwam. Dan komt Nick van der Heyde in Meerdijk en Yasmin is al snel gecharmeerd van hem. Nick en Yasmin belanden meerdere keren met elkaar in bed, maar wanneer Stefano terugkomt uit Amerika is hij erg jaloers. Dan blijkt Nick ook nog eens Stefano's broer te zijn.
Wanneer bekend wordt dat Nick Sjors Langeveld heeft verkracht zet Yasmin hem opzij. Dan komt ze toch weer steeds vaker in contact met Stefano en ze blijken beiden nog veel van elkaar te houden.
Ondertussen heeft Yasmin een brief gekregen van haar broer waarin hij schrijft dat hij bedreigd wordt in de gevangenis. Yasmin dacht dat dit het werk van Ludo was en wanneer Yasmin een telefoontje krijgt van de politie dat Tony zelfmoord heeft gepleegd in zijn cel heeft Yasmin hier toch moeite mee. In Yasmins ogen heeft Ludo haar broer vermoord. Als dan Martine Hafkamp hoogte krijgt van Yasmins haat voor Ludo, neemt zij Yasmin in dienst. Martine wil namelijk ook wraak nemen op Ludo. Later voegt ook Isabella zich bij de twee en samen bedenken ze een plan om wraak te nemen op Ludo. De wraakactie loopt echter niet goed af wanneer Isabella het heft in eigen hand neemt. Isabella ontvoert zonder overleg Nina Sanders, de dochter van Ludo, en verstopt haar in de kelder van Scala. Wanneer Yasmin er achter komt dat Nina verstopt zit in Scala wil zij haar redden. Dan wordt Yasmin betrapt door Isabella en de twee belanden in een gevecht. Nina weet door dit gevecht weg te rennen, maar door haar breekt er een brand uit. Yasmin en Isabella zitten vast in de kelder. Yasmin verbrand zelfs haar rug. Yasmin heeft hier in eerste instantie erg moeilijk mee, maar uiteindelijk accepteert ze de littekens op haar rug. Yasmin besluit zelfs te kiezen voor een carrière als model. Yasmin geniet met volle teugen van haar nieuwe baan, maar na enkele shoots en shows is ze er alweer klaar mee. Dan biecht Yasmin haar grootste droom op: ze wil een eigen café. Yasmin begint kort daarna met behulp van Stefano haar eigen koffiecafé.
Haar relatie met Stefano gaat zo goed dat Yasmin Stefano ten huwelijk vraagt. Lang houdt het huwelijk niet stand. Want met de terugkomst van Nina, die maandenlang in een inrichting zat nadat zij door de ontvoering getraumatiseerd was, ziet Yasmin geen andere oplossing dan Stefano de waarheid te vertellen over wie er achter de ontvoering van Nina zaten, en wie ervoor hebben gezorgd dat Ludo failliet werd verklaard. Stefano is woedend en zet Yasmin het huis uit. Ze doet er alles aan om het goed te maken met Stefano, maar Stefano wil scheiden. Bovendien zit het Stefano niet lekker dat Nick een plek binnen Sanders Inc., Ludo's nieuwe bedrijf, heeft gekregen. Uiteindelijk stapt Stefano in zijn auto om weg te gaan van Yasmin, maar Yasmin stapt bij Stefano in de auto om het uit te praten. Als dan vervolgens Nick Stefano belt en vertelt waar hij is, is Stefano zo boos dat hij richting Nick rijdt. Eenmaal in de haven van Amsterdam rijdt Stefano op Nick in, maar Yasmin probeert dit tegen te houden door aan het stuur te trekken. De auto raakt te water en Yasmin overlijdt niet veel later in het ziekenhuis.

### Relaties
- Milan Alberts (affaire, 2002)
- Isabella Kortenaer (relatie, 2002)
- Stefano Sanders (relatie, 2002–03)
- Pascale Berings (affaire, 2003)
- Morris Fischer (one-night-stand, 2003)
- Nick Sanders (affaire, 2003)
- Stefano Sanders (relatie/huwelijk 2003-2005)

## Vertrek uit de serie
Op 29 augustus 2005 overleed Yasmin nadat ze verdronk in een auto. Fajah Lourens was voor het laatst te zien op 1 september 2005. Het fictieve overlijden was haar eigen wens, na - in haar eigen woorden - "een akkefietje" op de set, maar later gaf ze aan hier spijt van te hebben. Dit omdat Fajah hoopte ooit nog een keer terug te keren.
De schrijvers lieten Yasmin overlijden, omdat al eerder Isabella Kortenaer naar het buitenland vertrok. Het zou dan minder geloofwaardig zijn als ook Yasmin naar het buitenland zou vertrekken.